# Église Saint-Jean-Baptiste de La Malène
L'église Saint-Jean-Baptiste de La Malène est une église catholique romaine située à La Malène, en France.

## Localisation
L'église est située sur la commune de La Malène, dans le département français de la Lozère.

## Historique
L'édifice est classé au titre des monuments historiques en 1928.
Plusieurs objets sont référencés dans la base Palissy (voir les notices liées).